# الحزب الشيوعي السعودي
الحزب الشيوعي السعودي حزب تشكل عام 1975 على يد مجموعة من الشيوعيين السعوديين وقد وصلهم الفكر الشيوعي بطرق مختلفة عبر منظمة الشيوعيين السعوديين وتشكل الحزب اثر اندماج جبهة النضال الشعبي مع حزب العمل الاشتراكي، حزب العمل الاشتراكي يحمل الأفكار الماركسية اللينينية التي تحملها الجبهة الشعبية لتحرير فلسطين 

## التاريخ
تأسس الحزب الشيوعي في المملكة العربية السعودية والمعروف اختصارا بـ (CPSA) في 31 أغسطس 1975.  نشأ في جبهة التجديد الوطني التي تأسست في 23 سبتمبر 1954 وتحولت إلى جبهة التحرير الوطني في 17 أكتوبر 1958. كانت جبهة التحرير الوطني جزءًا من جبهة التحرير الوطني العربية منذ عام 1963. كان للشيوعيين داخل جبهة التحرير الوطني منظمة منفصلة تسمى منظمة الشيوعيين السعوديين (OSC). تم استهدفها بموجة من الاعتقالات بين عامي 1968 و 1969.  أسس بقية جبهة التحرير الوطني الحزب الشيوعي السعودي في عام 1975. ومع ذلك، كانت عضوية الحزب في عام 1975 صغيرة جدًا، ويُعتقد أنها بلغت 30 عضوًا فقط. كان أول أمين عام للحزب الشيوعي السعودي هو مصطفى وهبة ، نجل حافظ وهبة الذي كان أحد مستشاري الملك عبد العزيز .  استخدم مصطفى وهبة الاسم المستعار مهدي حبيب في المنصب.  احتفظ بهذا اللقب حتى عام 1991 عندما تم حل الحزب.
أدى انخفاض الشعبية الناجم عن انهيار الاتحاد السوفييتي وارتفاع شعبية الإسلام السياسي إلى دفع الحزب إلى إعادة تسمية نفسه باسم التجمع الديمقراطي في السعودية وتبني قضية الإصلاح الديمقراطي في أوائل التسعينيات.  بعد ذلك بوقت قصير، أطلقت الحكومة سراح السجناء السياسيين في الحزب مقابل وعد الحزب بحل نفسه.

## مشاركات الحزب
في عام 1950 شارك وفد سري من الشيوعيين السعوديون في المؤتمر السري للشيوعين في الشرق الأوسط والأدنى والذي عقد في باطومي في جورجيا ،لم يحظَ الحزب باعتراف رسمي من الاتحاد السوفييتي بسبب اعترافه بالدولة الأوتوقراطية في السعودية. وكان الحزب الشيوعي السعودي قد رفض عدم اعتراف السوفييت به في بعض الأدبيات التي بقيت من الحزب جاء منها "صحيح أن كل حزب أدرى بظروف بلده هذا بشكل عام غير أن هناك أحزاب بكاملها لم تدرك ظروف بلدها وارتكبت حماقات أدت إلى أعمال مأساوية ألحقت الأضرار وسببت الإحراجات الكثيرة داخل بلدها وخارجها. إن المبالغة في السمات الخاصة للظروف الموضوعية والقومية والذاتية والاعتداد الأجوف بالخبرة النضالية والسياسية والايديولوجية، وازدراء تجربة الحزب الشيوعي السوفياتي جميعها أمور عواقبها وخيمة، وآلامها جسيمة، وهي غريبة عن الماركسية اللينينية والأممية البروليتارية" عمل الحزب مع مجموعة منظمات يسارية مثل الحزب الديموقراطي الشعبي (السعودية) وغيرها

## حل الحزب
أعلن الحزب حل نفسه بعد صفقة مع السلطات الأمنية مقابل إطلاق سراح آخر معتقليه عام 1990. ويقوم مركز الإعلام الثوري للشرق الأوسط وشمال أفريقيا بمحاولات لجمع أرشيف وتأريخ الحركة الشيوعية والماركسية اللينينية والاشتراكية في السعودية.

## الأيديولوجيا
امتلأت أدبيات الحزب الشيوعي السعودي بالانتقاد للاقتصاد السعودي ، والتمييز ضد المرأة ، والسياسة الخارجية الموالية للغرب للعائلة الحاكمة السعودية. كما انتقد الحزب الشيوعي الأسرة الحاكمة السعودية ووصفها بأنها فاسدة. كان لدى منظمة اتحاد الشباب الديمقراطي في السعودية او بختصار (UDYS) علاقات وثيقة مع الأحزاب الشيوعية العربية الأخرى وكان حزبًا مواليًا للسوفييت في بدايتها السابقة كجبهة التحرير الوطني ، كانت الجماعة قد سعت إلى توثيق العلاقات مع جبهة التحرير الوطني - البحرين كجزء من إعادة هيكلة الحزب في أوائل التسعينيات ، تبنى التجمع الديمقراطي الجديد قضية الإصلاح الديمقراطي 

## بنية

رمز UDYS

UDYS او اتحاد الشباب الديمقراطي في السعودية ، وله مكتب في دمشق، كان العضو المركزي لطريق الكادحين. حزب غير قانوني ومضطهد من قبل النظام. انجذب بعض الشيعة إلى جماعات المعارضة السعودية ، بما في ذلك الحزب الشيوعي ، بسبب الاستياء من التمييز ضدهم على أسس دينية من قبل الحكومة السعودية. نتيجة لذلك ، كان الجزء الأكبر من أعضاء الحزب الشيوعي أعضاء في المجتمع الشيعي في المملكة العربية السعودية 
المنظمات القريبة من UDYS
- الاتحاد الوطني لطلاب المملكة العربية السعودية (NUSSA)

- الرابطة النسائية الديمقراطية في المملكة العربية السعودية